# Verona (província)
A província de Verona é uma província italiana da região do Vêneto com cerca de 564 371 habitantes, densidade de 195 hab/km². Está dividida em 98 comunas, sendo a capital Verona.
Faz fronteira a norte com o Trentino-Alto Ádige (província de Trento), a leste com a província de Vicenza) e com a província de Pádua, a sul com a província de Rovigo e a oeste com a Lombardia (Província de Mântua) e a Província de Bréscia.